# Pančo Vladigerov
Pančo Vladigerov (blg. Панчо Хараланов Владигеров) , bolgarski skladatelj in pedagog, * 13. marec 1899, Zürich, Švica, † 8. september 1978, Sofija, Bolgarija.
V svoja dela je pogosto vključeval bolgarsko ljudsko glasbeno motiviko. Pisal je klavirske skladbe, mednarodni sloves pa je dosegel z opero Car Kolojan (1936). Na odru ljubljanske Opere, kjer je opera doživela slovensko praizvedbo, so jo uprizorili že leta 1937.